# Museo nazionale Rossini
Il Museo Nazionale Rossini di Pesaro nelle Marche è stato inaugurato l’11 giugno 2019 e ha sede in Palazzo Montani Antaldi, via G. Passeri 72.

## Descrizione
Il museo racconta la vita straordinaria di un grande protagonista della musica europea, Gioachino Rossini, nato a Pesaro il 29 febbraio 1792. Il percorso espositivo è un viaggio a 360 gradi nel mondo rossiniano raccontato come un’opera lirica, metafora musicale della sua esistenza. Le dieci sale seguono le tappe biografiche e la sconfinata produzione operistica del compositore, temi ambientati nel contesto storico con luoghi e personaggi tra affetti privati e protagonisti dell’epoca (parenti, maestri, impresari, cantanti, musicisti, politici, regnanti).
L’Overture è rappresentata dalla Sala degli Specchi, in cui è esposto il pianoforte Pleyel appartenuto a Rossini, restaurato per il museo e pronto per essere suonato durante incontri, conferenze e concerti. Le sezioni suddivise in due Atti e un Intermezzo sono un’area video con proiezioni di capolavori come il Barbiere di Siviglia, La Cenerentola e La gazza ladra. La prima parte è dedicata a nascita ed esordi di Rossini, all’ascesa verso il successo e ai viaggi in Italia; la seconda fa luce sulla maturità, i viaggi in Europa e il trasferimento a Parigi fino alla morte nel 1868. 
In una suggestiva ambientazione neoclassica, il racconto si snoda sala per sala tra quadri, busti, cimeli, spartiti originali, libretti e scenografie ma c’è anche la possibilità di immergersi totalmente nell’opera rossiniana grazie a supporti multimediali e interattivi, come la proiezione del Teatro Rossini o la visita virtuale in 3d al Tempietto Rossiniano collocato a Palazzo Olivieri sede del Conservatorio Rossini.
Documenti e materiali sono stati allestiti con la cura scientifica della Fondazione Rossini; presenti anche video di celebri edizioni del Rossini Opera Festival. Accanto alle collezioni permanenti il museo ospita eventi e mostre dedicati alla musica di tutti i tempi, alla sua storia e al suono più in generale
Il Museo Nazionale Rossini ha sede nel piano nobile di Palazzo Montani Antaldi ed è la punta di diamante del percorso rossiniano cittadino di cui fanno parte: il Teatro Rossini, Casa Rossini, Palazzo Mosca - Musei Civici, il Tempietto Rossiniano e la Biblioteca della Fondazione Rossini (al piano terra dell'edificio).
Il Museo è il risultato di un grande progetto nell’ambito delle celebrazioni dedicate ai 150 anni dalla morte del compositore “Rossini 150”, realizzato grazie all’impegno del Comune di Pesaro che ha trovato come partner la Fondazione Cassa di Risparmio di Pesaro, proprietaria del palazzo, del Mibact d’intesa con la Regione Marche.